# Língua muera
O muera, ou mwera, é uma língua banta falada na Tanzânia pelo povo muera. Em 2001, o número de falantes do muera foi estimado em 469 mil pessoas.  A língua é usada como primeira língua por todos na comunidade étnica.